# 排燈節
（Dīpāvalī，羅馬化：Diwali，羅馬化：Diwali，羅馬化：Deepavali），又譯為萬燈節、印度燈節，也稱光明節，或者屠妖節，是一個五天的節日，於每年印度曆八月（天蝎宫）裏或八月前一周的第一個新月日（即公曆10月下旬或11月上旬）舉行。耆那教、印度教與錫克教慶祝「以光明驅走黑暗，以善良戰勝邪惡」的節日。后来，印度光明节也被看作“内心之光”的庆典，一些佛教信徒也慶祝這個節日。瓦拉納西是主要庆祝该节日的城市。因為排燈節作為印度最重要的節日，很多人錯誤以為排燈節就是印度的傳統新年，實際上印度傳統上不同邦不同地區的新年並不一致，但沒有一個印度傳統曆法把排燈節定為新年，多數曆法之新年定在公曆三月至四月之間春分前後，例如多數北印度的邦，把傳統新年定在灑紅節後的第一個新月，到1957年發佈印度國定曆，才統一在每年春分定為新年，但印度各邦仍舊持續慶祝其固有的新年。
排燈節在每年公曆10月至11月舉行，於印度曆七月後半月的第十三天開始，持續五天。第三天為眞正的排燈節日，第四天為印度曆八月初一。

## 名称来源

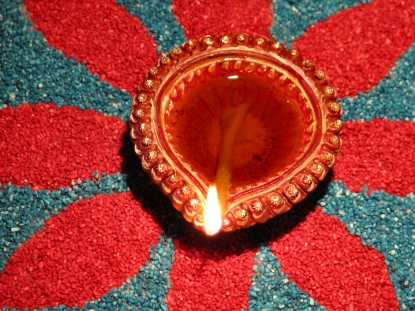
燈節的油燈

（英語 發音： /dɪˈwɑːliː/，英普遍称Divali、梵语为dīpāvalī）的意思为一系列的灯光，这个单词由dīpa（即为油灯）及 āvalī （一排、一系列）组成，这个节日也被称为dīpotsavam（dīpa+utsava），即灯火祭、灯火盛会。

## 起源
排燈節起源於《羅摩衍那》的故事。
相傳世界被妖魔所侵擾，天神下凡降魔。降魔後，大地女神為天神誕下一名兒子，並取名「Narakāsura」。然而，身為神明之子的 Narakāsura 不僅常常與邪惡為伍，還強迫凡間百姓不准點燈。應百姓所求，天神與 Narakāsura展開了正邪大戰。最終，Narakāsura戰死，人民遂點燈慶祝。
亦有一說，排燈節是為紀念羅摩Rāma戰勝Narakāsura後返回阿約提亞Ayodhya的勝利。羅波那因為好女色而拐走悉多，悉多的丈夫羅摩因此前往楞伽島（今斯里蘭卡）將羅波那殺死並救回妻子。

## 習俗
印度教徒視排燈節為一年中最重要的節慶。在晚上，印度教的廟宇都大排長龍，善男信女點燈祈福、交換禮物、施放煙火。由於這個節日也被視為財富女神希拉什米的節日，家家戶戶都會打掃清潔，點燃蠟燭與油燈，等著女神降臨。東印度的孟加拉人與西印度的古吉拉特人，都會在這一天祭祀代表繁榮與富裕的女神拉希米。排燈節期間，印度所有公司暫停營業，但股市會有一天進行一小時的特別交易，作為呈給拉希米的獻禮。印度教徒有在排燈節贈送禮物的習慣。鍍銅的蠟燭台挑著一個貼有金屬皮的蠟燭，是人們送禮的熱門貨。當然，最受歡迎的還是印度的象首神加內什。在排燈節裡，糖果扮演了很重要的角色。在節日里，親戚朋友之間會互送稱做“巴菲”的彩色椰子糖，表示對對方的祝福。多數印度家庭會在排燈節期間穿新衣、戴珠寶，拜訪家庭成員與公司同事，致贈甜食、乾果、禮物。

## 法律地位
在一些國家，排燈節被確立為法定假日，當中包括：
- 印度
- 尼泊尔
- 緬甸
- 新加坡
- 马来西亚
- 斐济
- 模里西斯
- 千里達及托巴哥
- 🇸🇷 苏里南